# Rober Eryol
Robert Eryol (Mersin, 21 dicembre 1930 – 21 dicembre 2000) è stato un calciatore turco, di ruolo centrocampista.